# Ugly Duckling
Ugly Duckling (em tailandês:  รักนะเป็ดโง่) é uma telenovela tailandesa produzida pela GMMTV e exibida pela GMM 25 entre 17 de maio e 20 de dezembro de 2015. É baseado em uma séries de novelas publicados pela Jamsai Publishing, uma editora tailandesa conhecida por seus novelas românticos para adolescentes, e consiste em quatro segmentos: "Perfect Match", "Pity Girl", "Don't" e "Boy's Paradise".
A série foi popular e foi o segundo item mais pesquisado da Tailândia em 2015, de acordo com o Google.

## Enredo

### Primeira temporada:Perfect Match
Junior (Worranit Thawornwong) é uma jovem bonita e rica que vive uma vida feliz, tem muitos amigos e um namorado bonito. Um dia, ela decide fazer uma cirurgia plástica porque não suportava as amigas dizendo o tamanho das bochechas dela. Ela faz isso sem saber que ela é alérgica a produtos químicos, e isso causa acne / espinhas por todo o rosto. Após o incidente, seus amigos e namorado começam a abandoná-la dando desculpas. Ela não suporta a vida social em que vive (onde todo mundo sente repugnância por ela), então ela implora aos pais que estudem em uma faculdade no interior para fazer um tratamento no hospital da faculdade, e para seguir o seu cara dos sonhos dela. ficção favorita. E é aí que ela conhece Suea (Puttichai Kasetsin), um cara atrevido muito bonito.

### Segunda temporada:Pity Girl
À medida que continua da correspondência perfeita. Alice (Neen Suwanamas) subiu em uma árvore para tirar fotos, enquanto tirava fotos, ela viu um belo rapaz Aston (Natcha Janthapan) sentado em um banco debaixo da árvore que ela subiu. Enquanto sorrateiramente tirando fotos dele, Aston olhou para ela e levou seu choque, que a levou a cair da árvore. Quando ela acordou depois de estar em coma, ela não conseguia lembrar de nada e chegou à conclusão de que ela perdeu suas memórias. Aí vem Fuyu (Nachat Janthapan) ele estava com ela quando ela foi para o hospital. Ele deu a ela um diário para escrever as coisas e se ela não consegue se lembrar de algo, apenas para olhar para trás. Alice tem dois amigos, que é Chicha (Marie Eugenie LeLay) e o namorado de Chicha, BM (Techaapaikhun Thitipoom). Quando a escola começou, Aston voltou dos Estados Unidos, onde ele originalmente vive e estava determinado a receber Alice de volta. O que vai acontecer a seguir? Fique atento para saber o que acontece.

### Terceira temporada:Don't
Maewnam (Lapassalan Jiravechsoontornkul) é uma menina que sofria de trauma quando criança, ela confessou a um menino que ela gostava, mas foi rejeitada e chamada feia. Isso iniciou uma cadeia, na qual as outras crianças também a chamavam de feia. Desde o acidente, ela sempre usava uma caixa sobre a cabeça e sempre ficava em casa sem interagir com ninguém. Ela cede a freqüentar a escola depois de muito implorar de seu pai. Na escola, ela faz amizade com Minton (Chatchawit Techarukpong), um menino doce, flirty, genuíno e um bad boy, Zero (Jirakit Thawornwong), que sempre cria problemas. Ela enfrenta novos problemas relacionados à vida social. Mas um belo dia ela é forçada a remover sua caixa e todo mundo vê que ela é bonita. Minton e Zero confessam seu amor a ela, mas quem ela escolherá?

### Quarta temporada:Boy's Paradise
Vivendo sozinha na pensão de sua família, Mami (Esther Supreeleela) jura morrer antes de namorar um homem, depois que sua mãe percebe sua paixão secreta. Então sua mãe aluga a casa para três rapazes na esperança de trazer sua filha ao redor. Mas quando Mami é puxada para os problemas de romance de outra pessoa, ela implora a sua nova colega de quarto, CU (Sean Jindachot), para ser seu namorado falso.

## Elenco

### Primeira temporada:Perfect Match
- Worranit Thawornwong como Junior
- Puttichai Kasetsin como Suea
- Boonsri Korawit como Bee
- Nat Sakdatorn como doutor

### Segunda temporada:Pity Girl
- Natcha Janthapan como Aston
- Neen Suwanamas como Alice
- Nachat Janthapan como Fuyu
- Marie Eugenie LeLay como Chicha
- Thitipoom Techaapaikhun como BM
- Jumpol Adulkittiporn (Off) como Tom, ex-namorado de Alice

### Terceira temporada:Don't
- Lapassalan Jiravechsoontornkul como Maewnam
- Jirakit Thawornwong como Zero
- Chatchawit Techarukpong como Minton
- Korapat Kirdpan como Plawan
- Tawan Vihokratana como Ter

### Quarta temporada:Boy's Paradise
- Esther Supreeleela como Mami
- Sean Jindachote como CU
- Korn Khunatipapisiri como Rayji
- Kitkasem Mcfadden como LJ
- Anchasa Mongkhonsamai como Namsom